# Ислам в Великобритании
Ислам в Великобритании является второй по численности приверженцев религией. По переписи населения 2011 года количество мусульман, проживающих в Соединённом Королевстве достигло 2,7 млн или 4,8 % от общей численности населения.

## История
В период между 2001 и 2009 годами ислам был второй из самых быстрорастущих религий в Великобритании. Мечеть Шах Джахан в Уокинге была первой специально построенной в 1889 году мечетью. В том же году Абдуллах Куиллиам построил мечеть в Ливерпуле. Первая мечеть в Лондоне появилась в 1924 году. Растущее число мусульман привело к созданию к 2007 году более 1500 мечетей. Большинство мечетей суннитские, построенные на средства выходцев из Пакистана, Бангладеш, арабских стран, Турции и Сомали.
В 2015 году Британский исламский банк Al Rayan опубликовал результаты исследования влияния мусульман на бизнес в Великобритании, согласно которому в 7 % организаций как минимум треть директоров составляют мусульмане, способные влиять на деятельность возглавляемой ими компании. При этом в составе своих директоров 6 % компаний Великобритании более двух третей мусульман. Исследование также показало, что мусульмане в Британии возглавляют преимущественно небольшие компании с количеством директоров менее четырёх. При этом порядка трети от численности директоров британских компаний составляют мусульмане.

## Количество мусульман

Расселение мусульман в Англии по переписи населения 2011 года
0.0%-0.9%
1%-1.9%
2%-4.9%
5%-9.9%
10%-19.9%
20%

По переписи населения 2001 года подавляющее большинство британских мусульман живут в Англии и Уэльсе (3,536 млн из 3,591 млн.). Около 42 тыс. мусульман (0,84 % населения) проживало в Шотландии и около 2 тыс. проживало в Северной Ирландии. В 2011 году сообщалось о 100 тыс. новообращённых мусульманах, 66 % из которых женщины. В 2011 году около 5,2 тыс. британцев приняло ислам, и эта цифра с каждым годом только увеличивается.
По заявлению Британского института Гитсона, ежемесячно в стране более сотни британцев принимает ислам. Увеличение числа новообращённых наблюдается в тюрьмах и среди подростков в школе.
| Год переписи | Количество мусульман (тыс. чел.) | % от общей численности населения | Количество мечетей |
| ------------ | -------------------------------- | -------------------------------- | ------------------ |
| 1961         | 50                               | 0,11                             | 7                  |
| 1971         | 226                              | 0,46                             | 30                 |
| 1981         | 553                              | 1,11                             | 149                |
| 1991         | 950                              | 1,86                             | 443                |
| 2001         | 1600                             | 3,07                             | 614                |
| 2011         | 2869                             | 4,80                             | 1500               |

## Дискриминация
Согласно результатам опубликованного в 2014 году социологического исследования, мусульмане на рынке труда страны сталкиваются с растущей дискриминацией и имеют минимальные шансы на получение управленческих должностей. Такая ситуация обусловлена тем, что из-за растущей исламофобии и враждебности общества, мусульман  коллективно относят к низшей страте расовой и этнокультурной системы страны. Мусульман воспринимают как нелояльных и как угрозу. Вероятность получить любую работу у мусульманина на 76 % ниже, чем у белокожих британских христиан аналогичной возрастной группы и квалификации. Мусульманки имеют на 65 % более низкие шансы на трудоустройство по сравнению с христианками.

## Благотворительность
К середине 2010-х годов в Великобритании насчитывалось более 2500 мусульманских благотворительных организаций. По оценкам британской государственной комиссии по благотворительности, мусульмане — самая щедрая на милостыню конфессия в стране. За один только месяц обязательного поста рамадан они жертвуют порядка 100 млн фунтов стерлингов в пользу нуждающихся. По данным отчета ICM and Just Giving за 2013 год, британские мусульмане отдавали в качестве милостыни вдвое больше средств, чем среднестатистический британец. Согласно оценкам отчёта Национального совета по филантропии, мусульманские благотворительные организации ежегодно собирают около 542 млн фунтов стерлингов.

## Организации
С 1889 года в Великобритании действует старейшая мусульманская организация Ассоциация британских мусульман.
В 1996 году был создан единый представительный орган мусульман страны — Совет мусульман Великобритании, который был признан правительством. К середине 1990-х годов в Великобритании насчитывалось 839 мечетей и 950 различных мусульманских организаций.